# Oud-Schuddebeurs
De Polder Oud-Schuddebeurs was een polder en waterschap in de gemeente Nissewaard (voorheen Geervliet en daarna Bernisse) in de Nederlandse provincie Zuid-Holland. Het was in 1858 gevormd uit de Polder Simonshaven en Oud-Schuddebeurs na afsplitsing van de polder Simonshaven aan het waterschap Polder Simonshaven en Biert.
Het waterschap was verantwoordelijk voor de waterhuishouding in de polder.